# ساروره
ساروره (به لاتین: Särevere) یک منطقهٔ مسکونی در استونی است که در بخش توری واقع شده‌است.